# جین راف گارثویت
جین راف گارثویت (به انگلیسی: Gene R. Garthwaite) استاد تاریخ در کالج دارتموث در آمریکا است. او در رشته مطالعات آسیایی تحقیق می‌کند و از انسان‌شناس‌های متخصص ایران می‌باشد.
گارثویت ابتدا پایان‌نامه دکترای خود را در دانشگاه شیکاگو آمریکا انتخاب کرده بود، ولی بعداً برای همکاری بانیکی کدی و گوستاو وان گرونبائوم به دانشگاه کالیفرنیا، لس‌آنجلس مشهور به یوسی‌ال‌ای (به انگلیسی: UCLA) رفت. وی اولین بار سی سال قبل به همراه یک تیم باستان‌شناسی با همکاری باستان شناسان ایرانی و اروپایی برای تحقیق دربارهٔ عشایر بختیاری برای نه ماه به ایران آمد. پروفسور گارثویت در زمان اقامت در ایران، بیشتر وقت خود را در میان عشایر بختیاری گذراند و سپس در بازگشت به آمریکا مطالعات خود را در زمینه تاریخ اجتماعی ایران آغاز کرد.

با توجه به سایت اصلی گارثویت، وی قصد دارد که تدریس دروس مربوط به انگلیسی را متوقف کرده و به‌طور کامل به تحقیق در رابطه با ایران بپردازد. او علاوه بر تاریخ ایران، روی تاریخ بقیه کشورهای اسلامی خاورمیانه نیز کار می‌کند.

## آثار مرتبط با ایران
- مقاله خانهای بختیاری، دولت ایران و انگلیس (۱۹۱۵–۱۸۴۶ م)[۲]
- جین راف گارثویت، «تاریخ سیاسی، اجتماعی بختیاری»، ترجمه مهراب امیری[۳]
- جین راف گارثویت، بختیاری در آئینه تاریخ، ترجمه مهراب امیری، تهران، انتشارات آنزان:۱۳۷۵.